# Mi familia y otros animales (serie de televisión)
Mi familia y otros animales (en inglés My Family and Other Animals) es una serie de televisión británica de 1987 producida por la BBC y dirigida por Peter Barber-Fleming. Está basada en el libro autobiográfico de Gerald Durrell, Mi familia y otros animales, que describe el tiempo que su familia pasó en la isla griega de Corfú en 1935-1939. La serie consta de diez capítulos y se emitió por primera vez entre el 17 de octubre y el 19 de diciembre de 1987.

## Argumento
Basada en el libro Mi familia y otros animales de Gerald Durrell, que ya se ha convertido en un clásico universal, la serie narra las peripecias de una familia insólita, desbaratada y muy poco convencional que decide abandonar la gris y lluviosa Inglaterra para instalarse en la soleada y paradisíaca isla griega de Corfú. Entre la fauna de la isla que estudia Gerald, entonces sólo un chico y un naturalista incipiente, encontraremos los excéntricos y originales miembros de su familia, en una producción inteligente, llena de sentido del humor y de una particular ternura.

## Reparto
- Darren Redmayne como Gerry (Gerald Durrell) – 10 episodios
- Hannah Gordon como señora (Louisa) Durrell – 10 episodios
- Brian Blessed como Spiro Halikiopoulos – 10 episodios
- Anthony Calf como Larry (Lawrence Durrell) – 10 episodios
- Guy Scantlebury como Leslie Durrell – 10 episodios
- Sarah-Jane Holm como Margo (Margaret Durrell) – 10 episodios
- Christopher Godwin como doctor Theodore Stephanides – 7 episodios
- John Normington como Kralefsky – 3 episodios
- Dina Konsta como Lugaretzia – 3 episodios
- Paul Rhys como George (Wilkinson) – 2 episodios
- Angela Barlow como señora Harcum – 2 episodios
- George Dialegmenos como Kosti – 2 episodios
- Tonis Giakovakis como doctor Androuchelli – 2 episodios
- Mihalis Giannatos como Yani – 2 episodios
- Edward Parsons como señor Harcum – 2 episodios
- Christos Efthimiou como Theodosius – 1 episodio
- David Gant como Zatopec – 1 episodio
- Bob Goody como Durant – 1 episodio
- Philip Herbert como Michael – 1 episodio
- Ayub Khan-Din como Yasha – 1 episodio
- Evelyn Laye como señora Kralefsky – 1 episodio
- Charmian May como Melanie, condesa de Torro – 1 episodio
- Cathy Murphy como Jonquil – 1 episodio
- Stathis Psaltis como hombre de las cetonias – 1 episodio
- Nick Reding como Peter – 1 episodio
- Evagelia Samiotaki como Agathi – 1 episodio
- Hristos Valavanidis como aduanero – 1 episodio.[1]

## Banda sonora
La banda sonora de la serie fue escrita por Daryl Runswick. Inclyue los siguientes temas:
1. Main Theme
2. The Rose-Beetle Man
3. Caterpillars and Spiders
4. Spiro and the Scorpions
5. Sleep and Cypresses
6. Gerry and Roger

Silbador: Ken Barrie.
Cantante: Mary King.